# John Ball (przyrodnik)
John Ball (ur. 20 sierpnia 1818 w Dublinie, zm. 21 października 1889 w Londynie) – irlandzki polityk, przyrodnik i alpinista.

## Życiorys
Był najstarszym synem irlandzkiego sędziego Nicholasa Balla i Jane Sherlock. Uczył się w rzymskokatolickim Oscott College koło Birmingham, a następnie w Christ’s College w Cambridge. Interesowały go nauki przyrodnicze, zwłaszcza botanika. Po wyjeździe z Anglii podróżował po Europie, m.in. badał szwajcarskie lodowce.
W latach 1855–1857 był podsekretarzem stanu w ministerstwie ds. kolonii w pierwszym rządzie lorda Palmerstona.
W 1857 roku został pierwszym przewodniczącym organizacji wspinaczkowej Alpine Club i był nim do 1860 roku. Jako jeden z pierwszych wspinaczy zdobył w 1843 roku Lodowy Szczyt w Tatrach, a w 1857 jako pierwszy szczyt Monte Pelmo w Dolomitach. W 1874 roku został członkiem honorowym Towarzystwa Tatrzańskiego.
W 1871 roku udał się do Maroka, a w 1882 roku do Ameryki Południowej. Swoje obserwacje zapisał w książkach, mających wartość naukową.

## Prace
- John Ball: The Alpine Guide, Central Alps, London 1866.